# SoulCalibur: Broken Destiny
SoulCalibur: Broken Destiny est un jeu vidéo de combat développé par Project Soul et édité par Namco Bandai. Il est sorti sur PlayStation Portable en 2009. Il s'agit du premier opus de la série des SoulCalibur à sortir sur une console portable.
Le jeu intègre Kratos, le héros de la série God of War.
Comme dans SoulCalibur III (PlayStation 2) et SoulCalibur IV (PlayStation 3 et Xbox 360), il est possible de créer ses propres combattants.